# Saint-Georges-de-la-Couée
Saint-Georges-de-la-Couée è un comune francese di 185 abitanti situato nel dipartimento della Sarthe nella regione dei Paesi della Loira.

## Società

### Evoluzione demografica
Abitanti censiti